# トキ野生復帰
トキ野生復帰〈ときやせいふっき〉とは、絶滅のおそれのある野生動植物の種の保存に関する法律に基づき、トキ保護増殖事業計画を作成〈農林水産省・国土交通省・環境省:2021年7月29日〉。トキ野生復帰検討会での検討を経て、2025年度までの野生復帰行程表として「トキ野生復帰ロードマップ 2025」を策定した
。 

## 目標
国内のトキが自然状態で安定的に存続できる状態となること。 
- 各地の地域資源、生物多様性のシンボルになる。
- 国内の成熟個体数が、1,000羽以上となる。
- 国内で複数の地域個体群が確立される。
- 地域個体群の間で遺伝的な交流がある。
- 生息密度が過密にならない。

## 中長期
トキ野生復帰の中長期的な目標（2030年～2035年)
- 佐渡島においては、遺伝的多様性を維持しながら存続[5][6][7][8][9]。
- 本州でもトキが定着し、繁殖できるようになる。

## 短期
トキ野生復帰の短期的な目標〈2025年まで〉
- 佐渡島においては、野生下のトキが、過密にならず、遺伝的多様性を維持し里地里山の暮らしが維持され、人と自然が共生する社会の実現を目指す。
- 本州等においては、トキの受入れに意欲的な地域を中心に、トキが生息していける環境整備が可能であるかを調査・検討し、トキの生息に適した環境を保全・再生するための取組や社会環境整備の取組を進める。

## トキとの野生復帰を目指す里地づくり取組地域
- 要件
  - 地方公共団体が取組主体となり、複数の地方公共団体の場合は、連携が図られる見込みであること。
  - 面積（トキの生息地として一定の広さの水田、水辺及びその周辺の森林等の里地）概ね15.000ha以上。
  - トキと共生する里地づくりに関する地域間の交流を図りつつ、地域ぐるみの取組として環境整備等を行う体制（関係機関との連携含む）が整備できる見込みであること。
  - 原則として、過去にトキの生息実績がある場所等。
- トキの野生復帰を目指す里地（A地域）[10][11]
  - 石川県[12][13]、七尾市[14]、輪島市、珠洲市、羽咋市、志賀町[15]、宝達志水町、中能登町、穴水町[16]、能登町（1県9市町）
  - 島根県出雲市[17]
- トキと共生する里地（B地域）
  - 宮城県登米市[18]
  - 秋田県にかほ市[19]
  - コウノトリ・トキの舞う関東自治体フォーラム（茨城県古河市[20]・結城市・常総市・坂東市・境町、 栃木県栃木市・小山市[21]・野木町、埼玉県行田市・加須市・鴻巣市[22]・久喜市・北本市・吉見町、 千葉県野田市・我孫子市・いすみ市・東庄町）（18市町）
- 継続審議地域
  - トキの野生復帰を目指す里地（A地域）[23][24]新潟県[25][26]、長岡市、柏崎市、出雲崎町、刈羽村、弥彦村（1県5市町村）[27]
- 飛来実績のある県〈宮城県、秋田県、山形県、福島県、富山県、石川県、福井県、長野県の各県〉
- 分散飼育施設〈いしかわ動物園トキ飼育繁殖センター[28]、長岡市トキ分散飼育センター[29]、出雲市トキ分散飼育センター[30]、佐渡市トキふれあいプラザ〉[31]
- 世界重要農業遺産システム〈トキと共生する佐渡の里山[32]、能登の里山里海[33]〉